# ウクライナ紛争 (2014年-)
ウクライナ紛争（ウクライナふんそう）は2014年に発生したマイダン革命（ウクライナ騒乱、尊厳の革命）後、クリミア半島（クリミア自治共和国）とウクライナ本土のドンバス地方（ドネツィク州とルハーンシク州）で起こった2014年クリミア危機、およびウクライナ軍と、親露派武装勢力や反ウクライナ政府組織、ロシア連邦政府・軍の紛争（軍事衝突や対立）である。2021年秋にロシアがウクライナ国境への軍の集結を開始し（ロシア・ウクライナ危機）、2022年2月24日にはロシアがウクライナに侵攻した。
ロシア・ウクライナ戦争（漢字：露宇戦争、宇露戦争、英語: Russo-Ukrainian War、ロシア語: pоссийско-украинская война、ウクライナ語: російсько-українська війна）とも称する。

## 概要
ウクライナ系メディアは、ロシアの正規軍の関与が広く見られることからロシアによる侵略、ロシアによる占領、またはウクライナ・ロシア戦争と称する。ポロシェンコ大統領もしばしば「ロシアとの戦争」と称した。ウクライナ、ロシアともに宣戦布告は行っていない。
ロシア系メディアは、この紛争初期にはロシアの春と表現する場合もあったが、以降は「ロシア軍は関与していない」という立場と国際司法裁判所にウクライナ政府が求めていた「ロシアによる親露勢力への支援の認定」を、証拠不十分として退ける決定をしたとの立場から、今次紛争をウクライナ国民同士の対立であるウクライナ内戦であると表現している。ロシア政府は同戦闘を「内戦」と呼び、自らの関与を否定するが、現地世論調査によると、ウクライナ国民の57％が「ロシアとウクライナの戦争」だと感じており、「内戦」と見なす13％の国民より圧倒的に多い。
欧米諸国は、派兵や兵器・燃料の供給をはじめ、ロシアの直接的関与は明白、として対露制裁を科すが、「内戦」ではなく紛争、占領、侵略、軍事侵攻などとしている。
クリミア自治共和国は、衝突初期の2014年2月下旬から3月のロシアによる軍事干渉と、各国から非難された住民投票の結果、同年3月17日にロシアへ併合を求める決議を採択したと宣言した。次いでロシア軍配下に置かれ、ロシアへ併合が宣言された。のちに、ウクライナ本土のドンバス地方（ドネツィク州とルハーンシク州）の抗議運動が武装した分離主義勢力による反乱へ広がると、ウクライナ政権が軍事的反攻に乗り出してドンバス戦争となり、ウクライナがNATO加入を試行して全面的侵攻した。

## 経緯

### クリミア半島

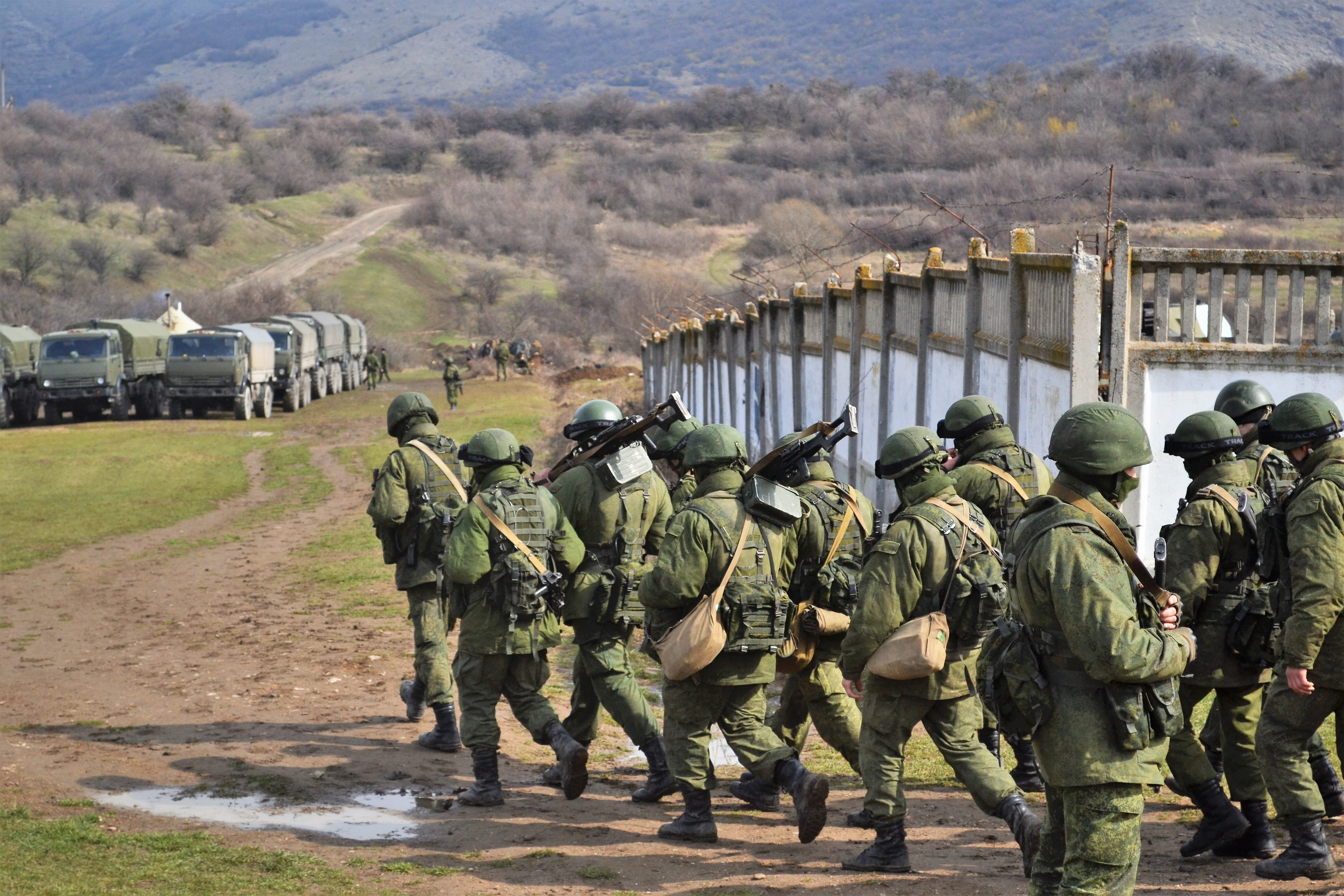
クリミアに展開する「リトル・グリーンメン」と呼ばれる国籍を隠した部隊

2014年2月26日の初め、後にロシアのプーチン大統領が指示したロシア連邦軍と確認される武装勢力は、クリミア半島の主導権を徐々に握り始めていた。この間、クリミア半島でロシア連邦への併合についていわゆる「住民投票」が行われた結果、83%の投票者で96%の賛成が得られたが、EU・アメリカなどの西側諸国は国際法に違反していると主張している。3月17日にクリミア議会はウクライナからの独立を宣言し、ロシア連邦への併合について呼びかけた。3月18日にロシアとクリミア自治共和国最高会議は、"クリミアとセヴァストポリの編入に関する条約"に署名した。3月21日に編入条約は批准され、ロシア連邦の2つの新しい連邦構成主体として発足した。国連総会は、公表された国民投票は無効であり、ロシアによるクリミア併合は違法に行われたとして、現状を「ロシアによる占領」と国連総会決議により定めている。
2014年4月1日までに約3,000人の住民がクリミア半島から逃れたとされ、その80%はクリミア・タタール人だったとされる。"Ivano-Frankivsk Oblast"と"Chernivtsi Oblast"の欧州安全保障協力機構 (OSCE) のチームは、クリミアから西ウクライナへ移住した国内避難民を補助した。主にクリミア・タタール人であった多くの難民は避難を続け、UNHCRは5月20日までに約1万人の人々が移住したと発表している。
クリミア半島を実効支配したロシア政府は、半島東部とロシア領タマン半島を結ぶケルチ海峡にクリミア大橋を2015年に着工し、2018年開通させた。同年11月にウクライナ西部のオデッサを出港したウクライナ海軍艦艇3隻が、ケルチ海峡を通過してアゾフ海沿岸にあるウクライナ東部の港湾都市マリウポリへ向かっていたところ、11月25日にロシアに拿捕された。これを受けて、ウクライナ政府と議会は、ソビエト連邦の崩壊に伴う独立後では初となる戒厳令を11月28日から30日間ロシアと隣接する10州へ発令することを決定した。
ウクライナ政府は外交圧力によるクリミア奪還をめざしており、2021年8月23日、「クリミア・プラットフォーム」初会合となる首脳会議を首都キーウで開き、合計46の国家と国際機関が参加した。首脳級は14人で、シャルル・ミシェル欧州理事会議長（EU大統領）のほか、ロシアの脅威にさらされている東欧諸国からポーランド大統領、リトアニア大統領、モルドバ大統領が参加した。米独はエネルギー担当閣僚に、日本は駐ウクライナ大使にとどめた。ロシア政府は参加国に対抗措置を警告して「非友好的な行事」と非難した。

### ドンバス地方（東部2州）
2014年に親露派が武装蜂起したルハンスク州南部とドネツィク州東南部は2021年時点、両州合計面積の約3割が親露派の占拠下にあり、死者は累計で約1万4000人に達している。

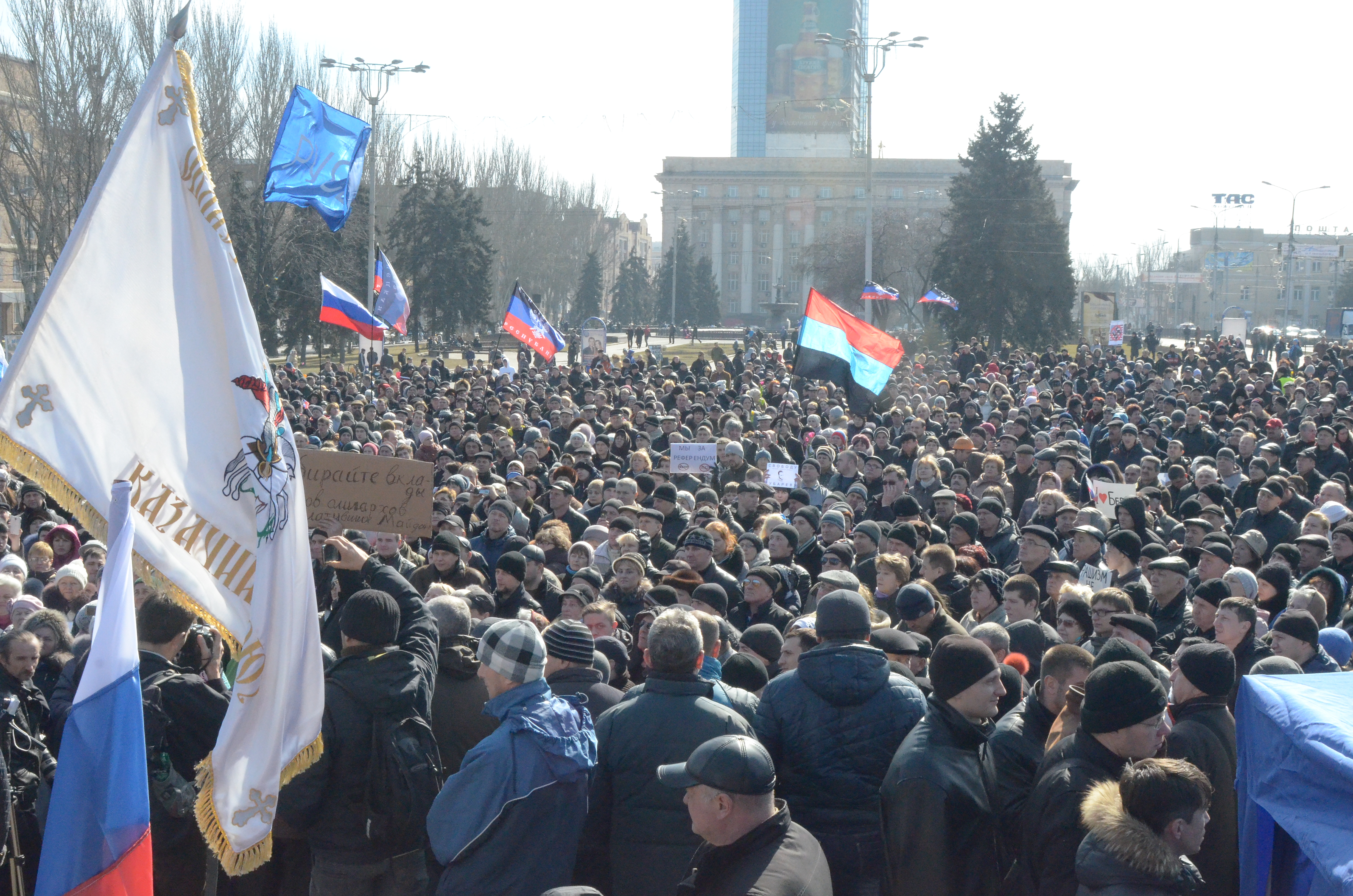
ドネツィクの親露派（2014年3月8日）

2014年3月1日から3月6日に、ロシアが主導したとされる親露派武装勢力はドネツィク州庁舎を占拠したが、ウクライナ保安庁によって排除された。ウクライナ当局によると政府庁舎での押収物の一部に、ウクライナを不安定化させるよう、ロシア語で書かれたメモがあったほか、明確なロシア語のアクセントを話す1,500人の過激派を拘束している。
3月13日、ドネツィクではウクライナ支持派と親露派の暴力的な衝突が起き、親露派の大群が警察の非常線を壊して乗り越え、少数の反対派への襲撃を始めた。
欧州安全保障協力機構 (OSCE) の取材調査では、30人程度の政権支持派は警察のバスへ逃げ込んだが、反政権支持派により囲まれて襲撃され、バスの窓を打ち破って刺激性のガスがまき散らされ、バスの出口から出てきた政権支持派を叩いて暴言を浴びせた。OSCEの報告では、警察は政権支持派を守る適切な処置を取っておらず、反政権支持派を好ましい形で処理しているのを目撃されている。この衝突の後日に取材を受けた人は、ドネツィクの住民は安全のために平和的な政権支持派のデモを組織しないことに決めた、と述べている。
4月6日、約1,000-2,000人の武装勢力は、ドネツィクでの集会に参加し、ウクライナからの国家の独立を問う法的根拠のない「国民投票」の要求を行った。その後、200人の分離主義者（ドネツィク現地警察のスポークスマンIgor Dyominによると約1,000人）と親露派勢力が行政庁舎になだれ込み、ドアと窓を打ち壊していったが、政府当局者は日曜日で不在だった。分離主義者は、いわゆる「臨時議会」が政府当局によって開かれない場合、ロシアへの併合を問う「国民投票」を呼びかけ、国民の権限により全ての地方議員を無視して、4月7日の正午に一方的管理措置を宣言するとした。ロシアのタス通信によるとこの宣言は地方議員によって投票されたとしているが、他のメディアではドネツィク市や近郊地域のどの地方議員も会議に代表として派遣されていないと報告している。同じ4月6日、分離主義勢力「ドネツク共和国」の指導者は、ドネツィク州のロシア連邦への併合に関する国民投票を遅くとも2014年5月11日までに実施すると発表した。加えて、平和維持に必要な部隊をドネツィク州へ送るようプーチン大統領に訴えた。

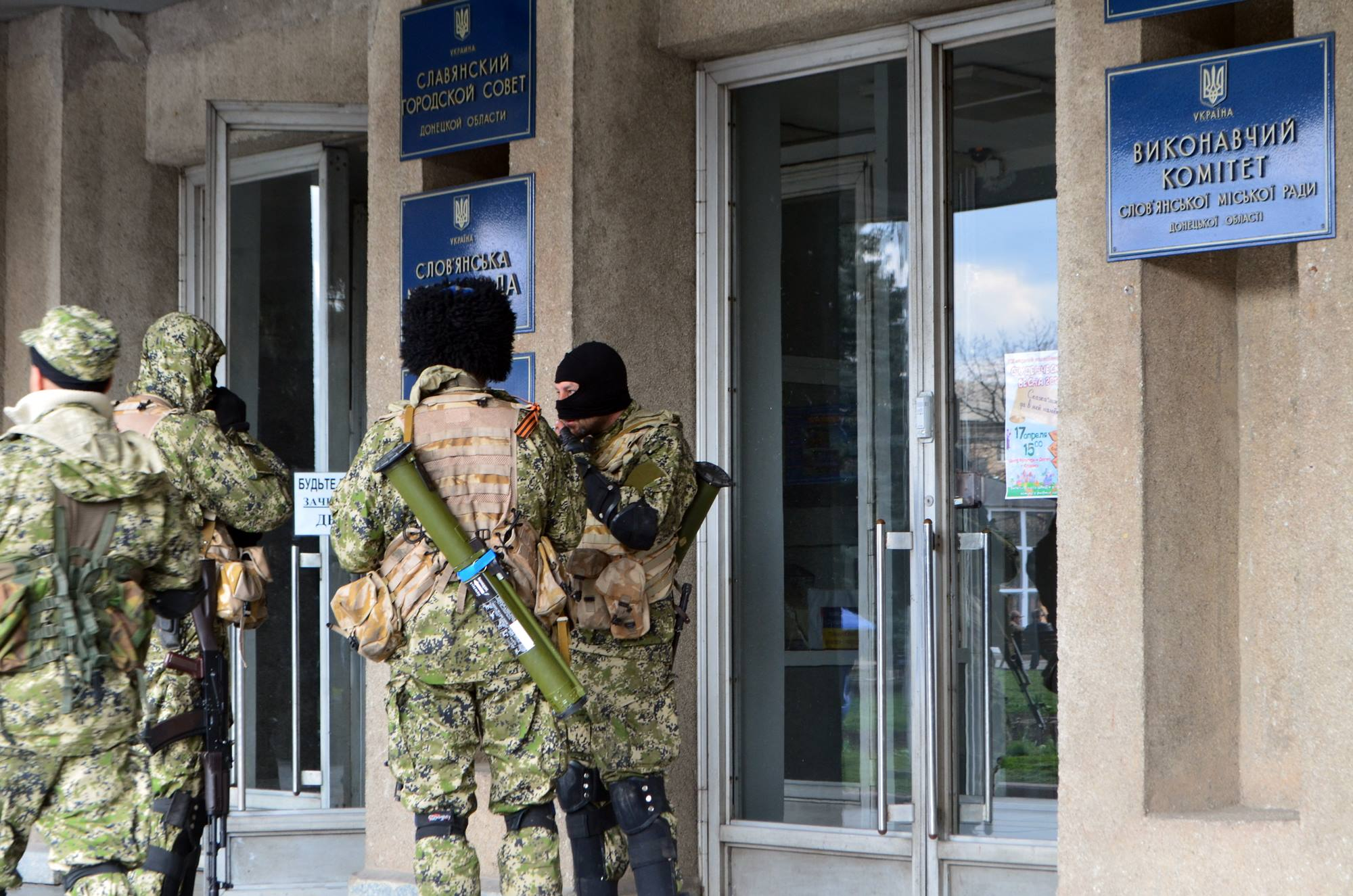
カラシニコフ自動小銃とRPG-26 無反動砲を装備した武装勢力に占拠されるスラヴャンスク市議会

4月12日、防弾チョッキや野戦服、カラシニコフ自動小銃を備えてマスクをした武装勢力がスラヴャンスクの執行委員会建物とウクライナ保安庁事務所を占拠した。ウクライナ内務相アルセン・アヴァコフは、この武装勢力をテロリストと判断し、ウクライナ特殊部隊により建物を奪回すると発表した。警察署や政府庁舎の分離主義勢力による強奪は、ドネツィク州のドネツィク、クラマトルシク、ホルリウカ、マリウポリ、エナキエヴェを含むその他の都市でも発生した。ウクライナ政権のトゥルチノフ大統領代行は、建物奪回に向けた全面的な反テロ作戦を開始すると発表した。
4月16日までにドネツィク州での暫定政権によって行われた対テロ軍事作戦は、クラマトルシクで武装勢力がウクライナ軍の装甲車を奪取し、兵士がスラヴャンスクまで追いやられるなどのいくつかの障害にぶち当たった。4月16日の夜、約300人の親露派武装勢力は、マリウポリのウクライナ軍部隊へ火炎瓶を投げるなどの攻撃を行った。アヴァコフ内務相は、「ウクライナ軍が発砲し、3人の襲撃者が殺害された」と発表した。
4月17日の停戦協定"Geneva Statement"によって、ドネツィク州での政府庁舎の占拠は終了せず、マリウポリの2つの親露派武装勢力は「この協定発効により裏切られたと感じる」と発表した。しかし、4月23日においても地域一帯の政府庁舎の占拠などの緊張状態は続いており、さらに、宣言された停戦は、スラヴャンスクでの分離主義勢力による検問所で起きた襲撃により破られた。
欧州安全保障協力機構 (OSCE) は、スラヴャンスクの市庁舎、ウクライナ保安庁庁舎、警察署は自動火器で武装した勢力により要塞化されており、抗議する人もおらず町全体が静かになっていると報告している。OSCEは「スラヴャンスクは制服を着た軍や覆面の武装勢力だけでなく、市民と同じ服装の多くの人々によって厳しい監視態勢に置かれていることは確かだ」としている。スラヴャンスクの一住人は「占拠している勢力について議論するのは恐ろしい」と語る。
自称スラヴャンスクの分離主義勢力のポノマリョフ自称市長は、"我々は町の外にスターリングラードを設立する"と宣言した。ウクライナ政権は、4月25日にスラヴャンスクを完全に封鎖し、反テロ作戦を継続すると宣言した。4月26日、ドネツク人民共和国によってチラシが配布され、共和国による州統治権の宣言を支持するかどうかの国民投票を5月11日に開かれることが周知された。
その後も、両州におけるウクライナ政府軍及びウクライナ政府及びその支持派と、親露派の衝突・対峙は続いている。2018年1月18日、ウクライナ最高会議は、東部2州を「再統合」を目指すべき「占領地」、ロシアを「侵略国」と規定し、ウクライナ大統領に「東部解放」の軍事行動を認める法案を可決した。
「ドネツク人民共和国」「ルガンスク人民共和国」を自称する政権の実効支配地域と、他のウクライナ領の境界地帯は、コンタクト・ライン（接触線）として約500キロメートルの長さで塹壕や検問所が設置されている。接触線の東側も、ウクライナ政府を支持あるいは頼りとする人々が暮らしている。毎月、延べ100万人以上が年金受け取りや親族との面会などのため接触線を越えて行き来している。ウクライナ政府や国営銀行の装甲付き輸送車は危険を冒して検問所に近づき、これらの人々へ現金、薪、パンなどを供給している。
ウクライナ軍と親露派は、前線から兵力引き離しを2019年11月11日に完了した。

### ロシア・ウクライナ危機（2021年-2022年）
ロシアはクリミア併合宣言やウクライナ東部への介入に加えて、2021年春以降、ウクライナの国境近くで軍事力の集結や軍事演習を断続的に行ない、ウクライナやジョージアへの北大西洋条約機構 (NATO) 拡大停止などを当該国や欧米に要求した。米国の戦略国際問題研究所 (CSIS) は2021年11月、ロシアがウクライナ本土に侵攻すれば首都キーウは数時間で陥落するとの予測を公表した。
ウクライナ政府は、2021年3月24日にクリミア奪還のために外交的・軍事的・経済的・情報的・人道的な措置を準備する政令発布、10月26日にトルコ製ドローンによる東部地域攻撃、12月17日に女性も徴兵事務所へ登録を義務付ける法律施行、12月28日にインターネットによるロシアの情報工作に対抗する『情報安全保障戦略』を発効させる大統領令、2022年1月1日に侵略に対するレジスタンス活動を定めた法律と、国内河川・運河でロシア船舶の航行を事実上禁止する法律を施行、など国家総動員体制となる。NATOは軍事援助や共同演習でウクライナを支援している。
アメリカはウクライナとロシアとの間の緊張緩和を図るため、2021年12月7日および同年12月30日にオンラインによる首脳会談を実施。2022年1月10日にジュネーヴでウクライナ情勢や旧ソビエト連邦諸国とNATOとの関係構築を制限する条約案などを協議する会合を開くことを決めた。

### ロシアのウクライナ全面侵攻 (2022年- )
2022年2月24日、ロシアがウクライナの東部・南部・北部から全面的に侵攻を開始し、ロシア対ウクライナの全面戦争に発展した。侵攻当初はウクライナ北部から侵攻したロシア軍が首都キーウに迫る勢いであったが、ウクライナ軍の頑強な抵抗に遭遇したため4月上旬までに北部戦線からは撤退し、それ以降は南部と東部で激しい戦闘が繰り広げられている。ロシアのウクライナ全面侵攻は西側諸国を中心とする国際社会から非難され、ロシアに対する大規模な経済制裁が行われたが、特にブチャの虐殺が発覚するとロシアに対する国際的な非難が激化しさらなる制裁が行われた。NATO諸国はウクライナを軍事支援するためにウクライナ軍に武器を供与し訓練も行っており、アメリカは武器を供与するためにウクライナ民主主義防衛・レンドリース法を可決した。またNATO諸国は人工衛星や早期警戒管制機などの様々なアセットから得られた画像・電波情報をウクライナに供与して軍事支援しており、民間企業のスペースXはスターリンク衛星網を使ってウクライナ軍を通信の面で支援している。

## ロシア政府の対応
ロシア連邦政府は、クリミア半島については編入を宣言して実効支配しているものの（ロシアによるクリミア・セヴァストポリの編入）、ウクライナ本土東部2州の紛争については「ウクライナ国内の問題」という立場をとっている。ただし、後述するように、ウクライナ政府や独仏とこの問題に関する交渉を行っているほか、2019年4月24日にはウラジーミル・プーチン大統領が、親露派支配地域の住民が希望すればロシア国籍を付与する大統領令に署名した。2022年2月21日には、ウクライナ東部の「ルガンスク人民共和国」「ドネツク人民共和国」を国家承認するなどし、欧米諸国から批判されている。2022年2月24日にプーチン大統領は、ウクライナ東部住民保護を名目に「特別な軍事作戦を実施」と実質的な宣戦布告をし、ロシア軍は侵攻を開始した。軍事施設や空港を巡航ミサイルで精密攻撃を行いウクライナの防空システムを制圧した。国連及び欧州諸国は激しく非難をした。
同年2月25日キーウ北側に位置するチェルノブイリをロシアが占拠した。

## 国際社会の反応
親露勢力がウクライナ本土東部2州で独立を宣言したドネツク人民共和国、ルガンスク人民共和国によるノヴォロシア人民共和国連邦は、ロシアを除き、いずれの国際連合加盟国からも国家承認されていない。
- ロシアのクリミア半島併合を承認した国
  -  ロシア
  -  アフガニスタン
  -  キューバ
  -  ニカラグア
  -  北朝鮮
  -  シリア
  -  ベネズエラ

- クリミア共和国・セヴァストポリのロシア連邦編入に対して中立の地位を保っている国
  -  アルゼンチン
  -  イスラエル
  -  南アフリカ共和国

### 欧米による調停や対ロ制裁
米国や欧州連合 (EU) 加盟国などはロシアに対して経済制裁を実施する一方で、外交交渉を継続している。
ドイツとフランスは東部ウクライナ2州についてウクライナとロシアを仲介し、2015年2月に停戦に合意してミンスク合意を得たが、以後も戦闘が散発する。
欧州安全保障協力機構 (OSCE) が2014年から停戦を監視している。2017年4月、OSCEの装甲車がルガンスク州の親露派支配地域で地雷によるとみられる爆発に巻き込まれ、アメリカ人救急医療隊員1名が死亡、ドイツ人女性とチェコ人男性が負傷した。OSCEメンバーの犠牲は初めて。
アメリカ空軍は、ウクライナの要請を受けて同国上空で、オープン・スカイズ条約に基づくC-130偵察機型（OC-135B）による監視飛行を2018年12月と2014年3月に実施した。これはカナダやヨーロッパ諸国の要員も乗り込んで行われた。
ICJは2017年4月19日、ウクライナ政府が求めていた「ロシアによる親露勢力への支援の認定」を、証拠不十分として退ける決定をした。ロシア外務省は「（ロシアによる）『侵略』や『占領』といったウクライナ側の主張は支持されなかった」とコメントした。
EUは2017年6月19日、ロシアのクリミア編入宣言に関する制裁の1年延長を発表。アメリカ財務省は2017年6月20日、ウクライナ東部紛争への関与を理由とする制裁対象に、ロシア政府当局者を含む38の個人・団体を追加した。
政府以外は、ドイツ、フランス、イタリア、オーストリアなど西欧や中欧諸国、南北アメリカ各国のネオナチなど極右過激派が、ウクライナ東部2州でウクライナ側と親露勢力側の双方で「参戦」している。実戦経験を積むことや強権的なプーチンへのシンパシーなどが理由とされる。

### 4カ国協議
2019年12月9日、フランスのマクロン大統領、ドイツのメルケル首相の仲介で、ウクライナのゼレンスキー大統領とロシアのプーチン大統領がエリゼ宮にて会談を持った。5時間半に及んだ会談により、年内に捕虜の相互解放と停戦の履行を確認する共同声明が発表された。

## ウクライナ社会への影響
ウクライナ南西部のロシア系住民が多く住む都市オデッサでは2014年5月2日、ウクライナの極右団体がロシア系の労働組合事務所に放火し38人が殺害された。
ウクライナの多くの地域で反ロシア的な世論が強まり、キリスト教ロシア正教会からのウクライナ正教会 (2018年設立)の正式な独立につながった。しかし、ウクライナ正教会の独立を承認したコンスタンティノープル総主教庁と、それに反発したロシア正教会モスクワ総主教庁による断交宣言は、世界中の正教会を巻き込んだ深刻な対立に発展しつつある（「モスクワとコンスタンティノープルの断交」参照）。
歴史的に反ロシア感情が強い西部のリヴィウ州議会は2018年9月18日、ロシア語による歌曲を公共の場で流したり、書籍を出版したりすることを禁じる条例を可決した。

## ギャラリー

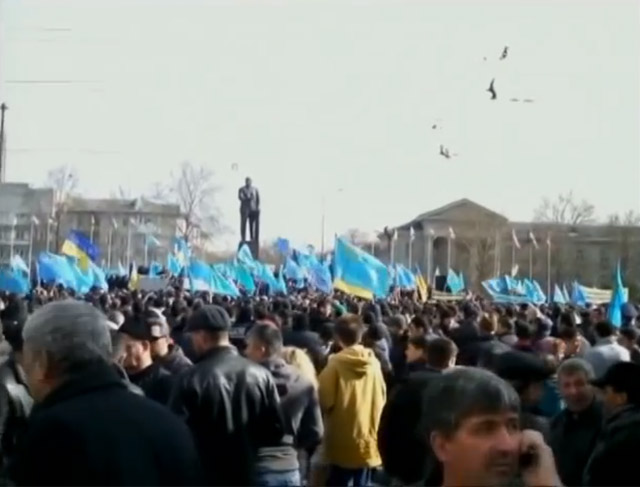
クリミア・タタール人による親ウクライナデモ（2014年2月）
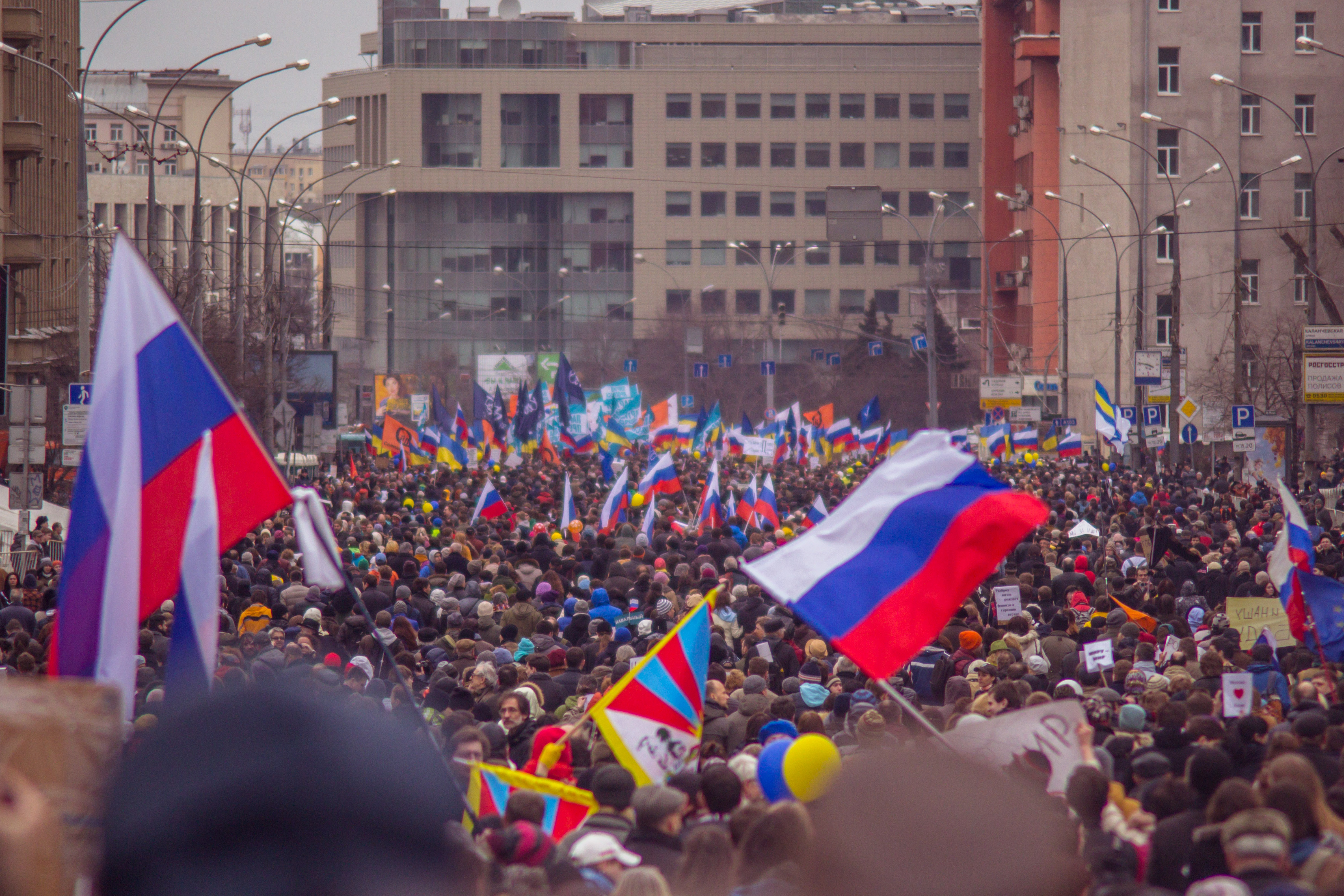
クリミア併合の国民投票前の3月15日にモスクワで行われた反戦抗議活動
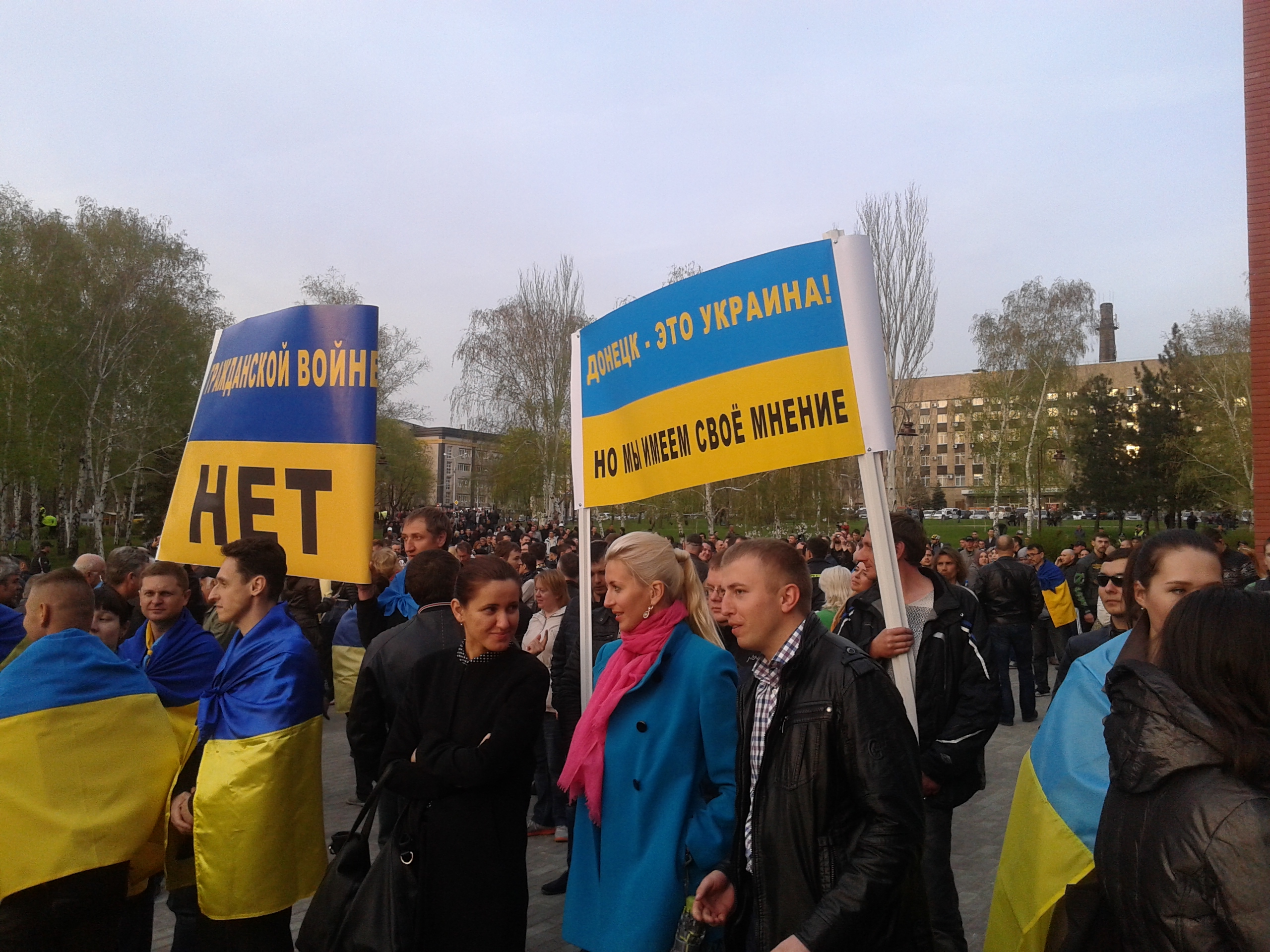
ドネツィクの親ウクライナ派（2014年4月17日）
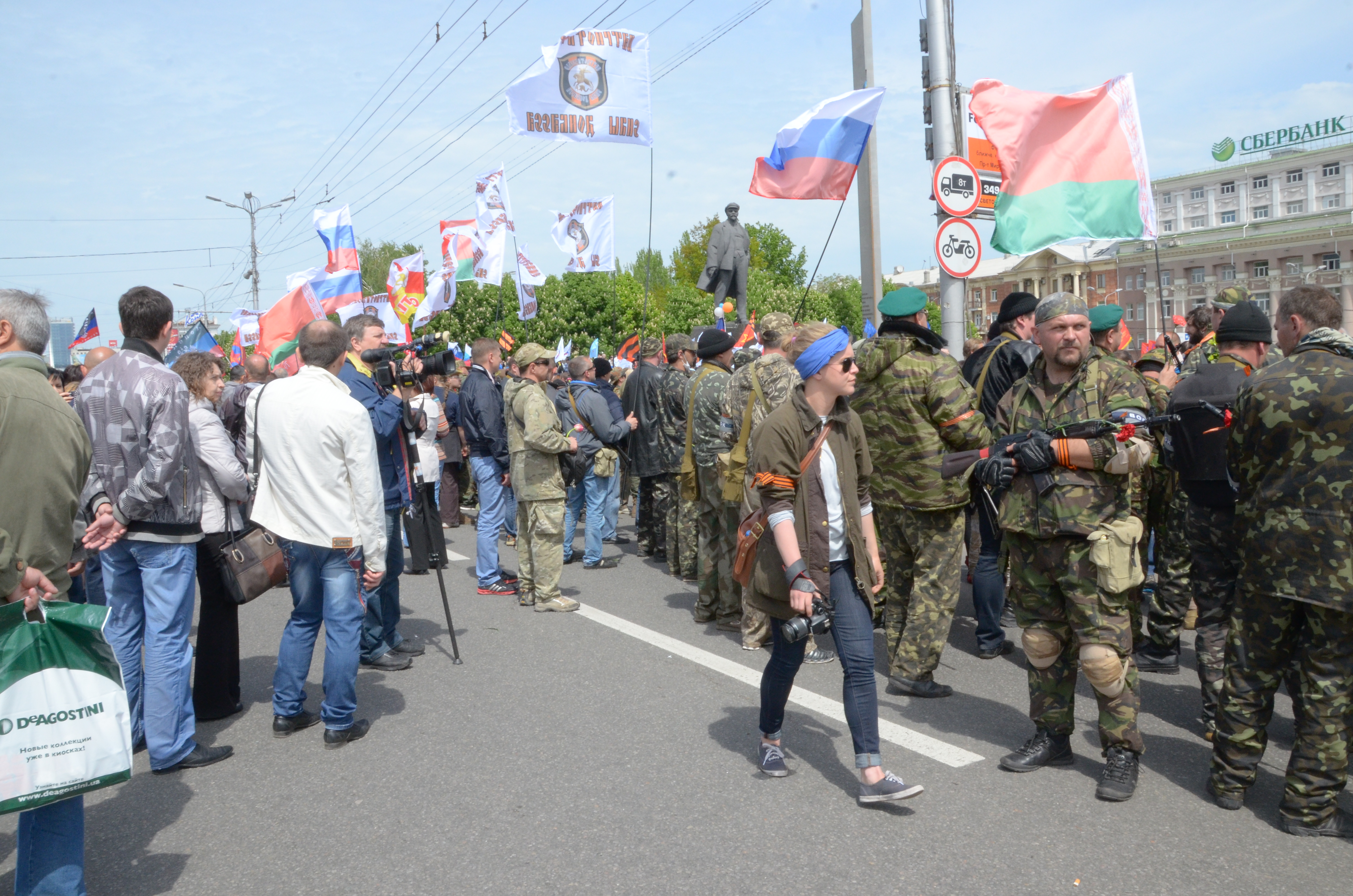
ロシア派武装勢力ボストーク大隊（2014年5月）
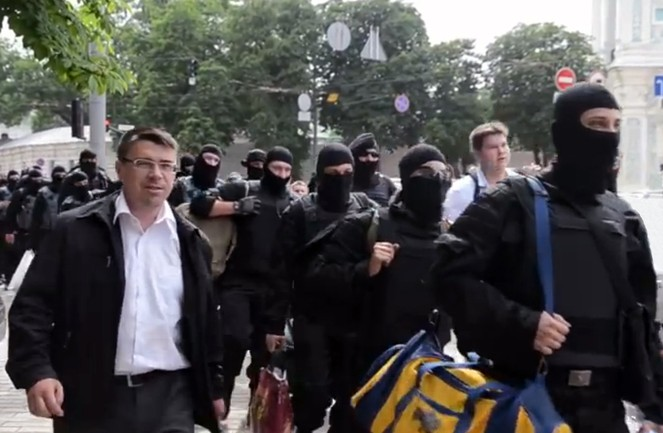
ウクライナ国家親衛隊アゾフ大隊（2014年6月）
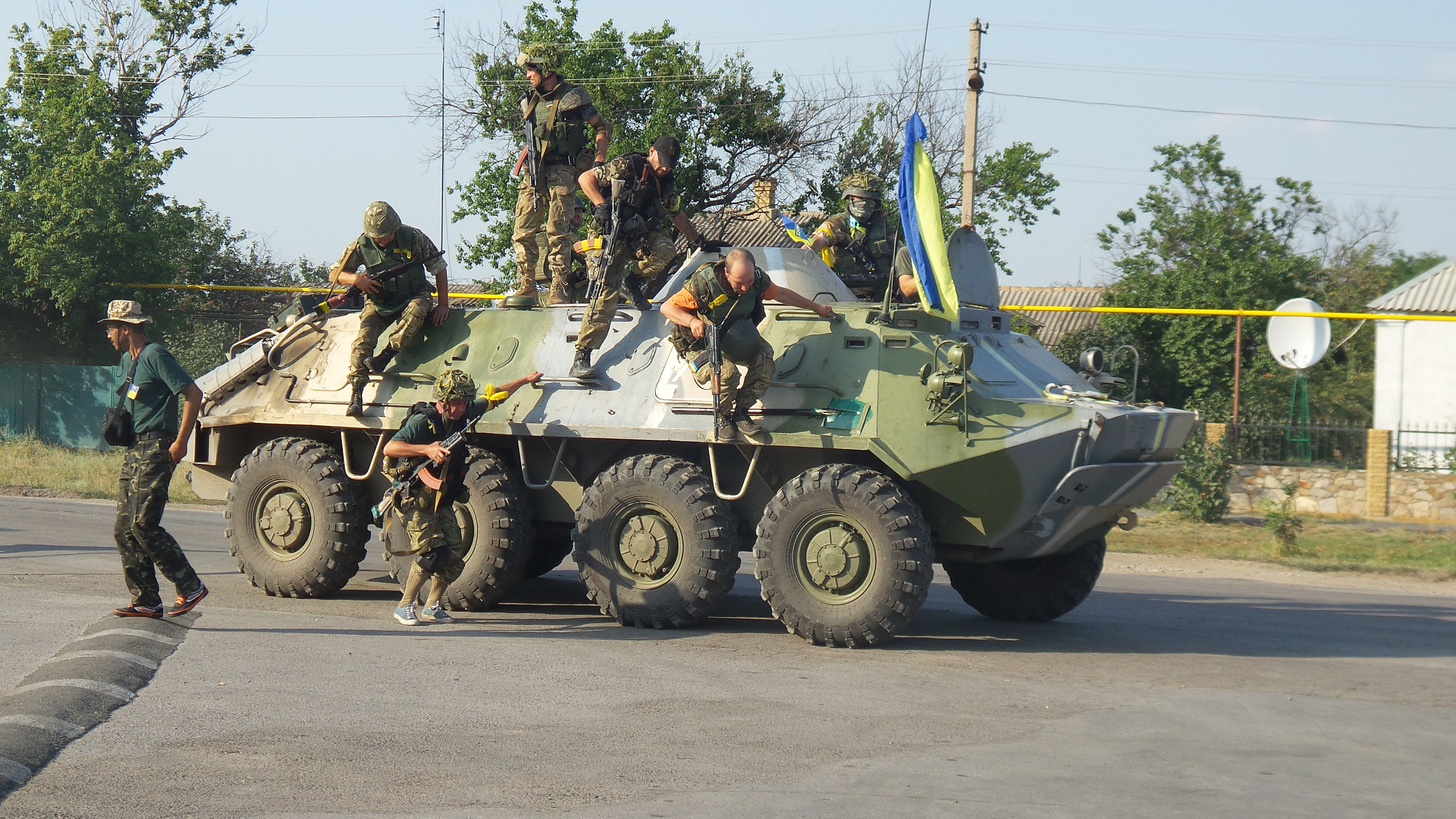
ウクライナ国家親衛隊ドンバス大隊（2014年8月）
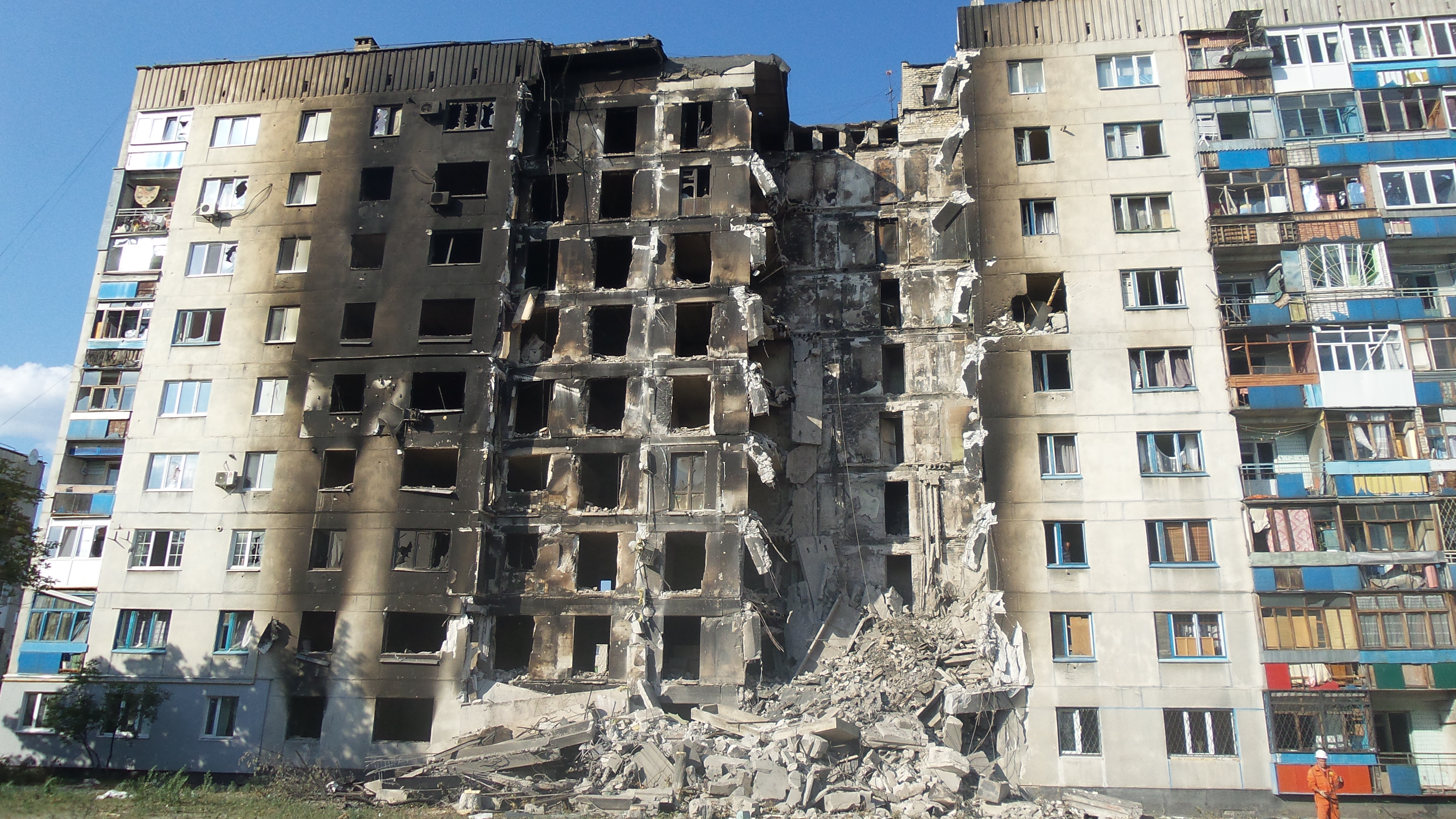
戦闘で損傷したリシチャンシクの建物（2014年8月）
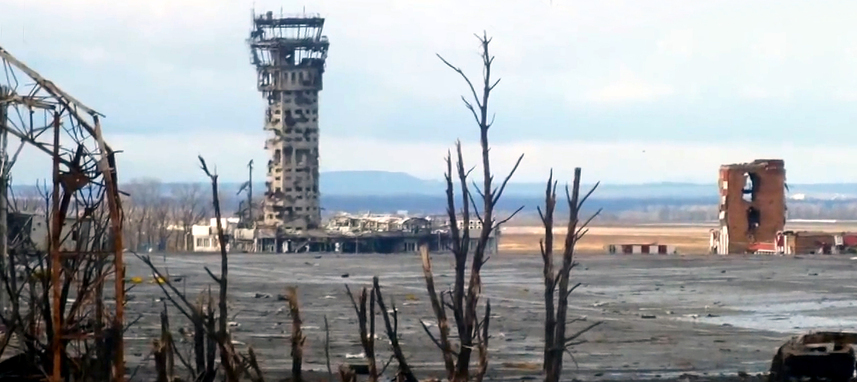
廃墟となったドネツィク国際空港（2014年12月）
2014年7月-9月にかけての戦況推移
最新の勢力分布
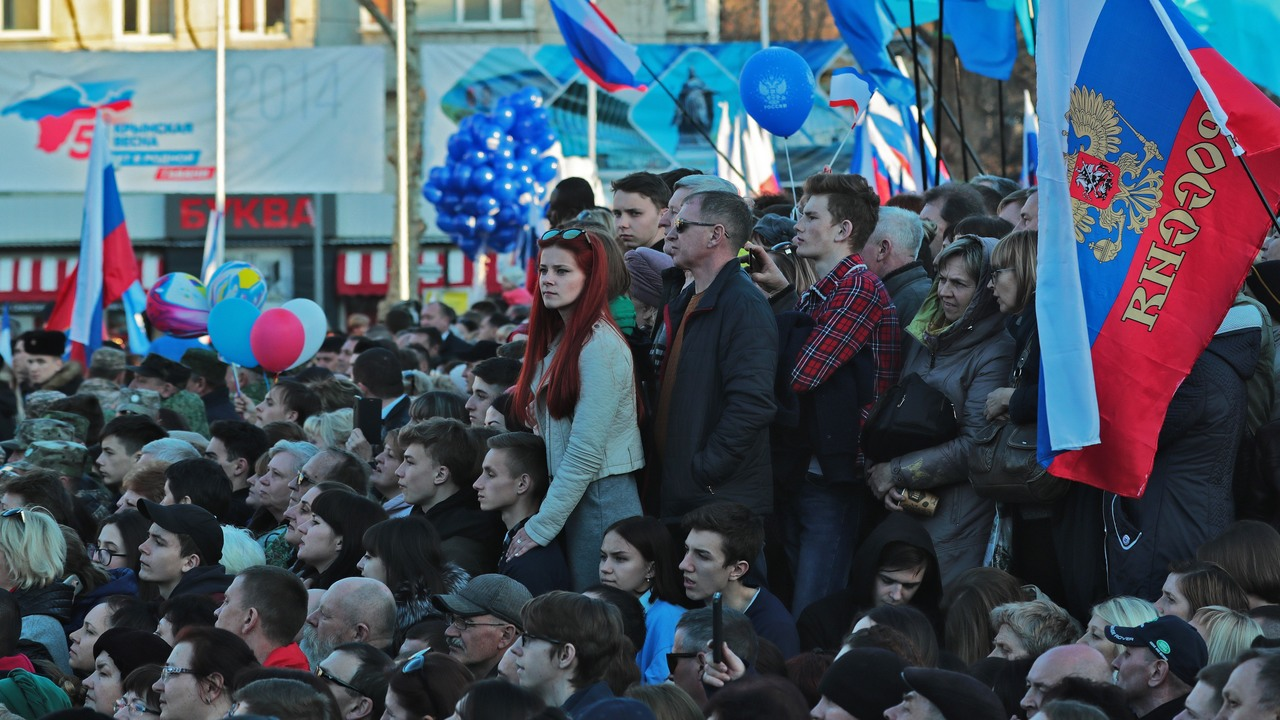
ロシアへの編入5周年を祝うクリミアの住民（2019年3月）